# Myzus pileae
Myzus pileae är en insektsart. Myzus pileae ingår i släktet Myzus och familjen långrörsbladlöss. Inga underarter finns listade i Catalogue of Life.